# Phytomyptera melissopodis
Phytomyptera melissopodis là một loài ruồi trong họ Tachinidae.